# Różanka (stacja kolejowa)
Różanka (biał. Ражанка, ros. Рожанка) – stacja kolejowa w miejscowości Różanka, w rejonie szczuczyńskim, w obwodzie grodzieńskim, na Białorusi. Nazwa pochodzi od pobliskiej miejscowości Różanka.
Stacja istniała przed II wojną światową.